# ليلافورد

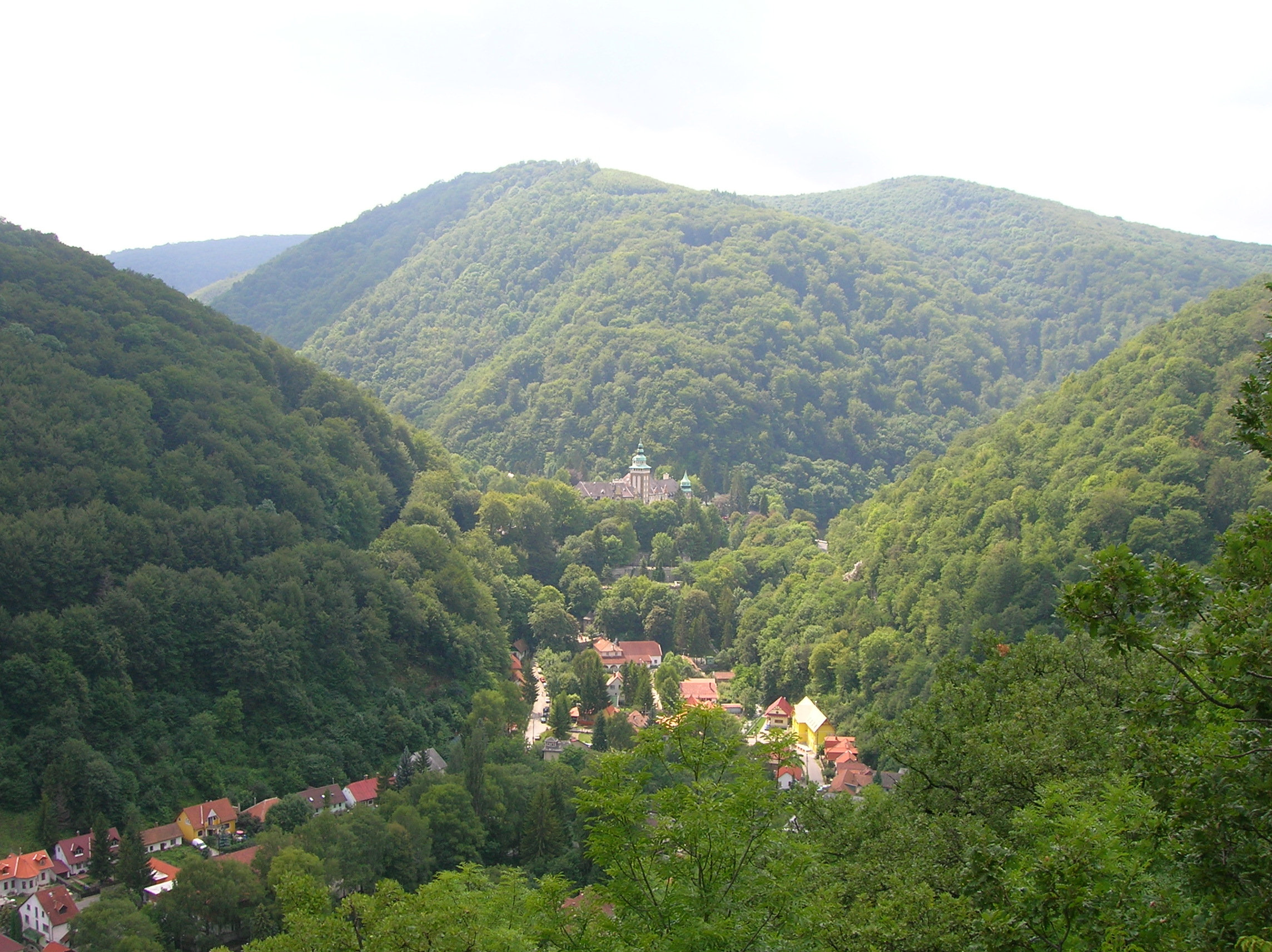
إطلالة علوية ومنظر عام لليلافورد

لِيلافورِد (بالمجرية: Lillafüred) هي بلدة صغيرة تقع في مقاطعة بورسود-آبائوي-زمبلن في المجر. تعتبر رسميا جزء من ميشكولتس، وتبعد عنها بحوالي 12 كيلومترا تقريباً، كما أنها تقع في أحضان جبال بيك. وتعتبر ليلافورد منتجع سياحي شهير.

## معرض الصور

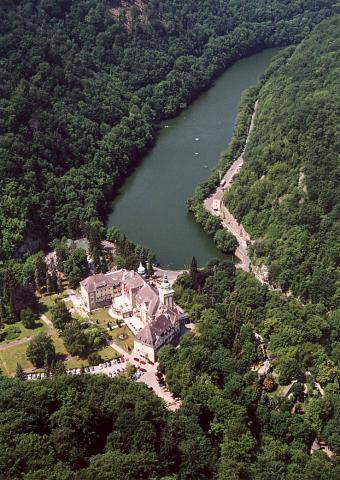
قصر ليلافورد
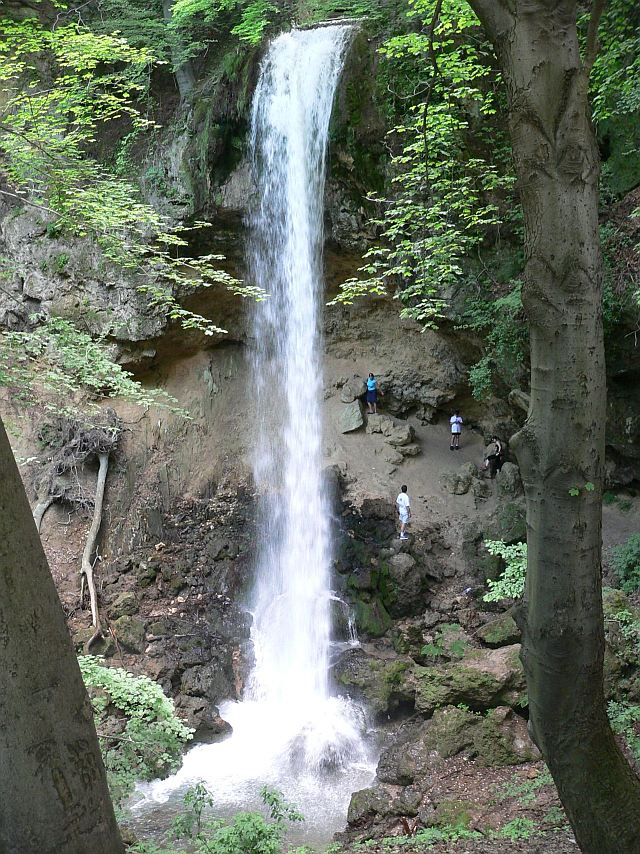
شلال ليلافورد
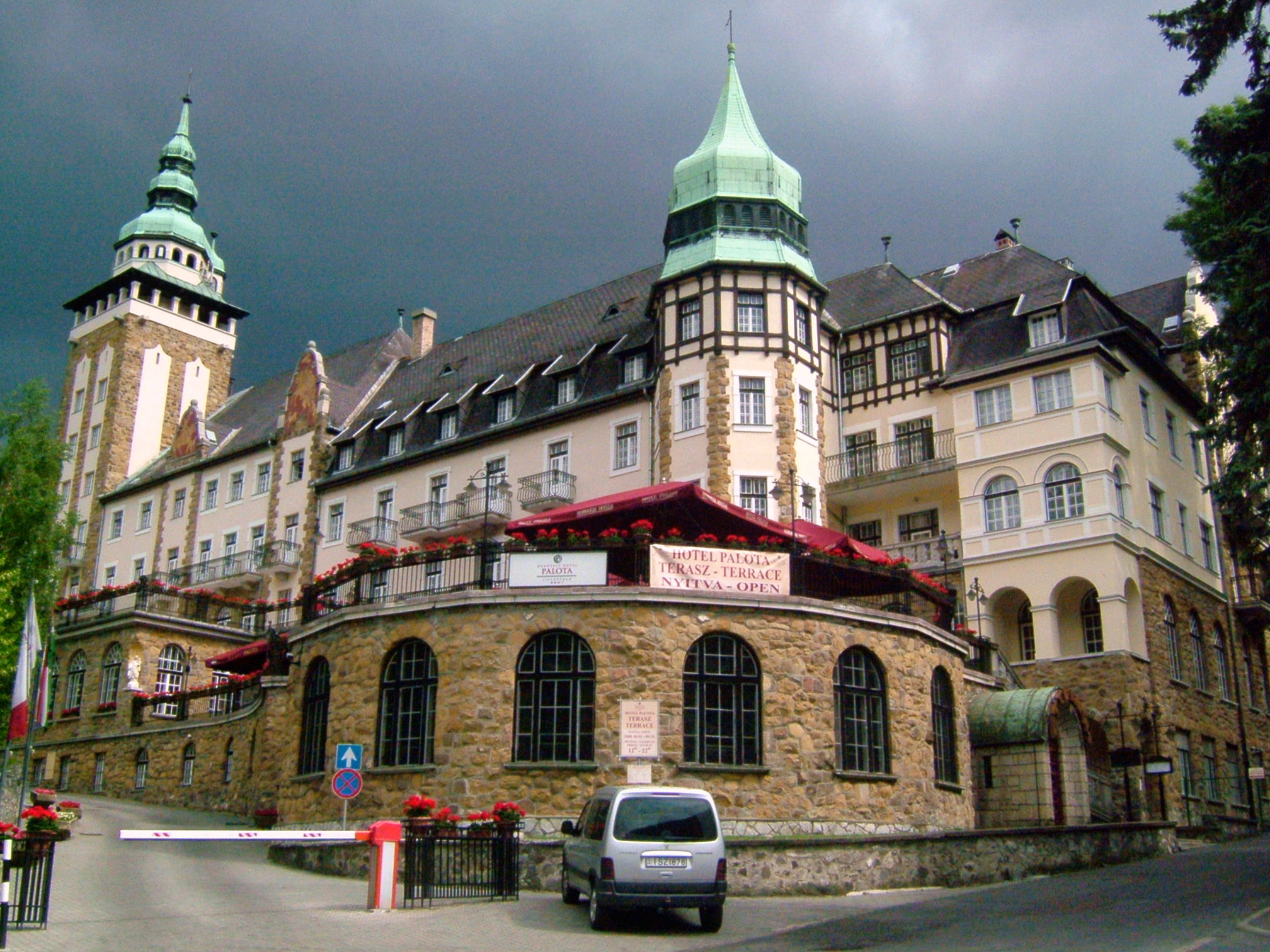
واجهة مبنى أحد الفنادق "فندق بالوتا"
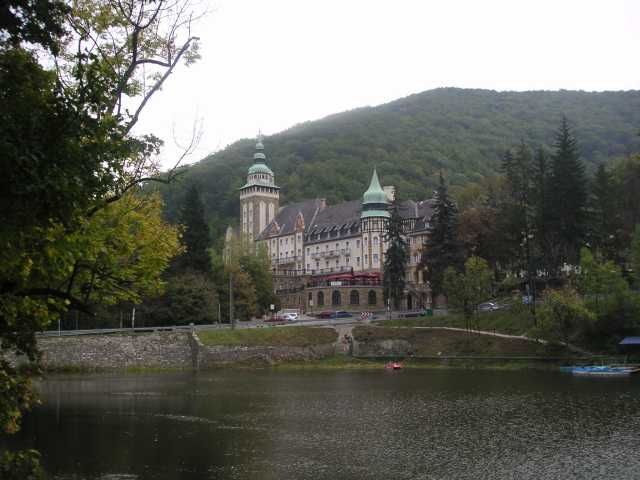
لقطة تجمع المبنى مع البحيرة